# Al-Muwàffaq (valí de Mallorca)
Al-Muwàffaq (àrab: الموفق, al-Muwaffaq) fou un llibert del califa Abd-ar-Rahman III que fou valí de Mayurqa (~946 - 969)